# Tom Clancy's Rainbow Six: Critical Hour
Tom Clancy's Rainbow Six: Critical Hour é um jogo eletrônico do gênero Tiro em primeira pessoa tático da série Rainbow Six e foi lançado entre Rainbow Six: Lockdown e Rainbow Six: Vegas. Acredita-se que Critical Hour tenha sido feito em resposta as críticas sobre os jogos da série terem se afastado muito das raízes dos primeiros jogos. Mesmo assim recebeu avaliações muito negativas por muitos sites de jogos, principalmente à sua quantidade relativamente pequena de conteúdo, apesar de ter sido elogiado por seguir as raízes dos primeiros jogos. Após as críticas negativas e baixas vendas o planejamento foi refeiro e  mais tarde o lançamento na Europa foi cancelado, além de uma conversão para PlayStation 2. Em Critical Hour John Clark está se aposentando e passando a liderança do Team Rainbow para Domingo "Ding" Chavez. Ele relembra sobre as missões passadas do grupo Rainbow. Ao limpar o seu escritório, ele se lembra de sete missões de seus anos como chefe do Rainbow. Clark deixa estas missões para os futuros membros do grupo Rainbow estudarem e usarem em seus treinamentos.